# Goršeti
Goršeti su pogranično naselje u Hrvatskoj u općini Brod Moravice. Nalaze se u Primorsko-goranskoj županiji.

## Zemljopis
Sjeverno je pogranična rijeka Kupa, sjeverno preko rijeke je Vrt (Slovenija), istočno su Kavrani (Hrvatska) i Laze pri Predgradu (Slovenija), zapadno su Donji Šajn i Klepeće Selo, sjeverozapadno su Gornji Šehovac i Donja Lamana Draga.

## Stanovništvo
| broj stanovnika | 50    | 42    | 46    | 48    | 49    | 44    | 44    | 52    | 53    | 41    | 37    | 19    | 17    | 11    | 3     | 2     |       |
|                 | 1857. | 1869. | 1880. | 1890. | 1900. | 1910. | 1921. | 1931. | 1948. | 1953. | 1961. | 1971. | 1981. | 1991. | 2001. | 2011. | 2021. |